# الشراعب (الرجم)

تعديل مصدري - تعديل

الشراعب هي إحدى قرى عزلة بني المصعب بمديرية الرجم التابعة لمحافظة المحويت، بلغ تعداد سكانها 120 نسمة حسب تعداد اليمن لعام 2004.